# Музей истории Витебского народного художественного училища
Музей истории Витебского народного художественного училища — музей в Витебске. Филиал УК «Музей „Витебский центр современного искусства“». Открыт 9 февраля 2018 года в историческом здании, где в 1918—1923 гг. размещалось Витебское народное художественное училище (ВНХУ).
С ВНХУ связана деятельность таких мастеров русского авангарда, как Марк Шагал, Казимир Малевич и Эль Лисицкий.

## История здания
Здание было построено в 1912—1913 гг. как дом банкира Израиля Вишняка. В 1914 году было заложено владельцем в банк, после Октябрьской революции перешло в собственность государства. Открытие ВНХУ состоялось 28 января 1919 года. Учебное заведение действовало по принципу свободных мастерских, которыми руководили видные художники-педагоги и в которые записывались учащиеся без ограничений возрастного и образовательного ценза. Летом 1923 года училище, преобразованное в техникум, переехало в здание на Володарской улице (сейчас улица Суворова). Учебное заведение действовало до 1941 года.
После отъезда ВНХУ до войны в здании на улице Марка Шагала, 5а размещались музыкальный техникум, детские дома и поликлиники. В первые годы после освобождения Витебска от немецко-фашистских захватчиков здание использовалось под жилой дом, а с 1956 года в нём располагались управления стройтрестов. В 1974—2011 годах в здании находился
вычислительный центр стройтреста (позднее «Промстройсистемы»).

## История музея
1 февраля 1998 года был создан Витебский центр современного искусства, который занял несколько помещений здания по ул. Правды, 5а.
В мае 2011 г. здание по адресу ул. Правды, 5а (ныне улица Марка Шагала, 5а) было полностью передано на баланс УК «Музей „Витебский центр современного искусства“».
18 января 2013 г. были начаты работы по реконструкции здания с целью создания Музея истории Витебского народного художественного училища. Реконструкция здания ВНХУ была выполнена согласно сохранившемуся плану здания 1923 г.: воссоздан типичный для того времени интерьер, фрагментарно открыта аутентичная кладка стен, сделан зондаж старой штукатурки.
Музей был открыт накануне 100-летнего юбилея основания ВНХУ.

## Экспозиция
Посетители музея могут ознакомиться с культурной жизнью Витебска конца XIX — начала XX века, узнать о деятельности ВНХУ и о создании творческого объединения УНОВИС («Утвердители НОВого ИСкусства»), в том числе при помощи мультимедийного оборудования.
Экспозиция музея размещена на 2-х этажах здания и в цокольном этаже. В музее имеется 12 залов (10 залов для постоянных экспозиций и 2 — для временных).
В комнате Марка Шагала воссозданы интерьеры начала XX века по сохранившимся остаткам обоев и паркета. Также здесь установлено мультимедийное зеркало, позволяющее вести «диалог» с художником (ранее зеркало использовалось в фильме А. Митты «Шагал — Малевич»).
В комнате Казимира Малевича на стенах «оживают» цитаты из произведений художника. Каждый посетитель может воспользоваться информацией, которая занесена в мультимедийный стол, выполненный в стиле первой половины XX века. Экспозиция выполнена по дизайну Александра Вышки.
Помимо залов Шагала и Малевича в музее созданы комнаты Веры Ермолаевой и Эль Лисицкого, а также скульптурная мастерская Давида Якерсона.
В музее можно узнать о жизненном и творческом пути и других преподавателей и выпускников ВНХУ: Мстислава Добужинского, Роберта Фалька, Нины Коган, Александра Ромма, Ивана Пуни, Ильи Чашника, Николая Суетина, Абрама Бразера, Ксении Богуславской.
Музей ведёт активную выставочную и научную работу.